# Pyrjatyn
Pyrjatyn (ukrainsk: Пиря́тин, ukrainsk udtale: [pɪˈrʲɑtɪn]) er en by i Poltava oblast, Ukraine.
Byen har  15.111 indbyggere. Ca. 12 km syd for byen ligger Pyrjatyn Lufthavn. Den var indtil 2020 det administrative centrum for Pyrjatyn rajon og ligger nu i Lubny rajon.

## Historie
Under 2. verdenskrig blev der i slutningen af 1941 eller begyndelsen af 1942  oprettet en ghetto, bevogtet af politibetjente, og i slutningen af marts 1942 var der over 1.500 jøder.
Der var to massehenrettelser af jøder, der blev udført af  SD-enhederne Sonderkommando Plath, ledsaget af ukrainsk hjælpepoliti. Den første fandt sted den 6. april 1942, ca. 1530 jøder blev ført til skoven, 3 km fra byen, og myrdet. Den anden massehenrettelse fandt sted den 18. maj 1942, hvor flere jødiske familier blev dræbt sammen med 380 kommunister og sovjetiske militante og 25 sigøjnerfamilier.

## Gallery
- Historisk bygning
- Motorvej M03 i Pyrjatyn
- Floden Udaj nær Pyrjatyn